# Fat Admiring
Der Begriff Fat Admiring steht für eine sexuelle Neigung, bei der jemand stark übergewichtige Menschen sexuell anziehend findet. Übersetzt ist ein Fat Admirer (FA) ein Bewunderer von Körperfett. Diese Präferenz kann in verschiedenen Ausprägungen vorkommen, von der Präferenz für ein wenig Übergewicht bis hin zur Präferenz für Hochgewicht (Adipositas). Fat Admiring kann eine Form von Fetischismus sein. Die meisten Fat Admirer sind männlich.
Frauen mit dieser sexuellen Neigung werden häufig als Female Fat Admirer (FFA) bezeichnet. Die entsprechenden Sexualpartner werden als Big Beautiful Woman (BBW) bzw. Big Handsome Man (BHM) bezeichnet. Abwandlungen der Abkürzungen sind üblich, so zum Beispiel Super Sized Big Beautiful Woman (SSBBW) für eine Frau mit Hochgewicht (über 150 kg), wobei die Abgrenzungen hier sehr subjektiv sind. 

## Big Beautiful Woman

Wandgemälde einer BBW

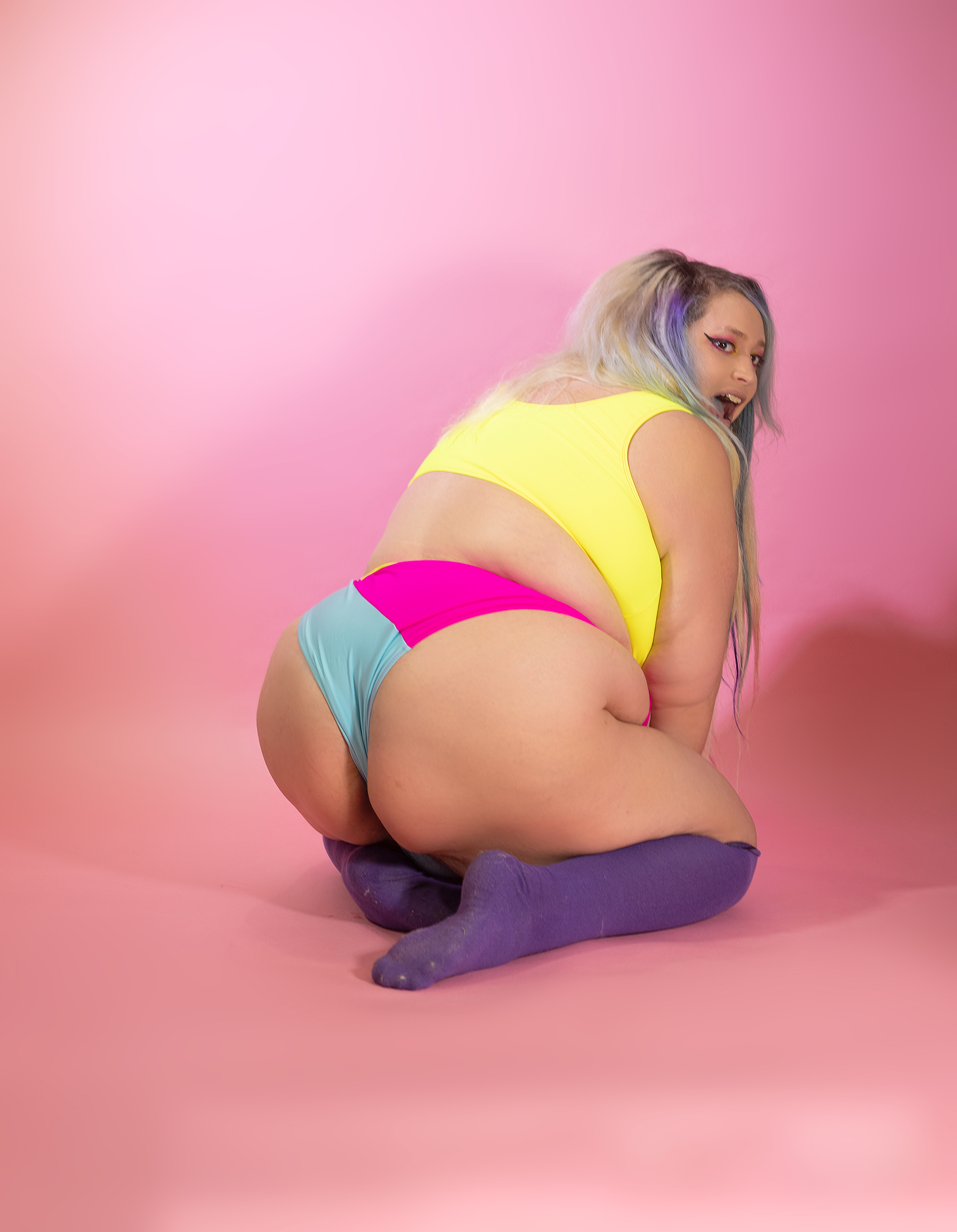
BBW-Model

Big Beautiful Woman (deutsch: dicke schöne Frau) ist eine Bezeichnung für eine Frau mit Rubensfigur. Benutzt wird dieser Begriff im deutschsprachigen Raum häufig im Zusammenhang mit Fat Admiring oder mit Feeding, einer besonderen sexuellen Neigung. Das Kürzel BBW wird häufig in entsprechenden Kontaktanzeigen oder als Genre von Pornofilmen verwendet.
Ähnliches wie für die Big Beautiful Woman gilt für die Super Size Big Beautiful Woman, doch im Unterschied zur BBW ist eine SSBBW eine übergewichtige Frau, die als sexuell anziehend empfunden wird. Einer Definition im Internet zufolge hat auch eine BBW schon mindestens 40 Kilogramm „Übergewicht“, eine SSBBW entsprechend deutlich mehr. Solche Einstufungen sind aber sehr ungenau.
Der Begriff Big Beautiful Woman stammt aus den USA und wurde dort zunächst von der so genannten Fat-Acceptance-Bewegung benutzt, die sich gegen die Diskriminierung von übergewichtigen Menschen engagiert. Er sollte das Selbstbewusstsein dicker Frauen stärken. In der Folgezeit wurde der Ausdruck in das Vokabular von Feedern und Fat Admirern übernommen, bei ihnen mit sexueller Konnotation.
In der amerikanischen National Association to Advance Fat Acceptance (Naafa) werden auch bekennende Fat Admirer als Mitglieder aufgenommen. Während die Organisation dem Fat Admiring nach wie vor tolerant gegenübersteht, distanziert sie sich auf ihrer Website ausdrücklich von der Praxis des Feedings. In Deutschland sind entsprechende Organisationen darum bemüht, nicht in Zusammenhang mit speziellen sexuellen Neigungen gebracht zu werden, der Begriff BBW wird nicht benutzt. Beim Verein Dicke e. V., der inzwischen nicht mehr existiert, wurden Fat Admirer nicht als Mitglieder zugelassen. Beim deutschen Forum für Dicke, das sich nach eigener Aussage für die Akzeptanz und Selbstakzeptanz dicker Menschen einsetzt, findet sich unter den Forenregeln das ausdrückliche Verbot, Beiträge einzustellen, die „die Gewichtszunahme im Sinne eines Fetischs glorifizieren“.